# 熱闘リアルバウト餓狼伝説スペシャル
『熱闘リアルバウト餓狼伝説スペシャル』（ねっとうリアルバウトがろうでんせつスペシャル）は、1998年3月27日に発売されたゲームボーイ用ソフト。発売元は、タカラ（現・タカラトミー）。
SNKのアーケードゲーム『リアルバウト餓狼伝説スペシャル』を基に製作された。当時タカラの行っていた移植作品群『熱闘シリーズ』のひとつであると同時に同シリーズ最後の作品でもある。

## ルール
- 時間内で先に体力が0になったほうが負け。タイムアウト時は体力の多いほうが勝ち。
- 先に2勝したほうの勝ち。3ラウンドまで対戦可能。

## 登場キャラクター

### 通常キャラクター
- テリー・ボガード
- アンディ・ボガード
- ジョー・ヒガシ
- 不知火舞
- ブルー・マリー
- 秦崇雷
- キム・カッファン
- ダック・キング

### 中ボス
- 山崎竜二
- ビリー・カーン

### ボス
- ローレンス・ブラッド
- ヴォルフガング・クラウザー

### 隠しキャラクター
- ギース・ハワード
- 八神庵

## ゲームモード

### 1P MODE
- 自分が使うキャラクターを選択した後、通常キャラクターの8人の中から自分で最初の対戦相手を決めることができる。それ以降はSTAGE8までランダムで対戦相手が決まる。
- STAGE9からファイナルステージまでは、ビリーまたは山崎、ローレンス、クラウザーの順に対戦する。
- クラウザーを倒すまでに条件を満たせば、ギースと八神庵が登場する。
- オプションで裏技を実行すると現れるディップスイッチで数字を入力することでギースと八神庵が使用可能になる。

### 対戦
スーパーゲームボーイもしくは、通信ケーブルをつなげば対戦可能。勝敗のルールは1P MODEと同じ。

## オリジナルとの相違点
- キャラクターの個別エンディング、専用勝利メッセージが存在しない。
- アンディ、ビリー、マリーのEXキャラクターが存在しない。
- 山崎が再び中ボス扱いになっている。
- 多段技が多くなっており、特に対空技（ライジングタックル、タイガーキックなど）のほとんどはオリジナル版の倍以上のヒット数になっている。
- 超必殺技、潜在能力を含む全ての技がブレイクショット（ガードキャンセル）に対応している。
- 連続技や残り体力によるダメージ補正がない。